# Ogcom Co
Ogcom Co (kinesiska: Econg Cuo, 鄂葱错) är en sjö i Kina. Den ligger i den autonoma regionen Tibet, i den sydvästra delen av landet, omkring 390 kilometer nordväst om regionhuvudstaden Lhasa. Ogcom Co ligger 4 939 meter över havet. Trakten runt Ogcom Co består i huvudsak av gräsmarker.
Genomsnittlig årsnederbörd är 341 millimeter. Den regnigaste månaden är juli, med i genomsnitt 111 mm nederbörd, och den torraste är december, med 3 mm nederbörd.